# Cheo cheo sọc vàng
Cheo cheo sọc vàng (Danh pháp khoa học: Moschiola kathygre) là một loài cheo cheo trong chi Moschiola thuộc Họ Cheo cheo. Chúng là một loài mới được phát hiện của họ cheo cheo đặt tên vào năm 2005. Cheo cheo sọc vàng được tìm thấy ở các vùng đất ẩm ướt của Sri Lanka. Nó đã được công nhận là một loài riêng biệt với pháp danh của một loài cheo cheo khác Moschiola meminna dựa trên khái niệm loài phát sinh loài. Nó được biết đến như là ශ්රීලංකාකහඉරිමීමින්නා bởi những người Sinhalese địa phương.

## Đặc điểm
Đầu và thân của chúng dài từ 43–51 cm. Màu vàng nâu ấm áp phủ lên lưng một lớp màu chủ đạo như thế với ít nhất hai sọc màu vàng ánh dọc theo hai cánh ngăn cách bởi một hàng các đốm màu vàng sáng. Hai sọc biệt lập cộng thêm dưới đuôi, tất cả đều là màu vàng nhạt. Lông chúng khá rậm và thô. Răng nanh trên giống như ngà có thể nhìn thấy ở những con đực. Cũng giống như các loài cheo cheo khác, chúng khá nhút nhát và sống ẩn núp kín đáo.